# Marienkapelle (Rohrbach)

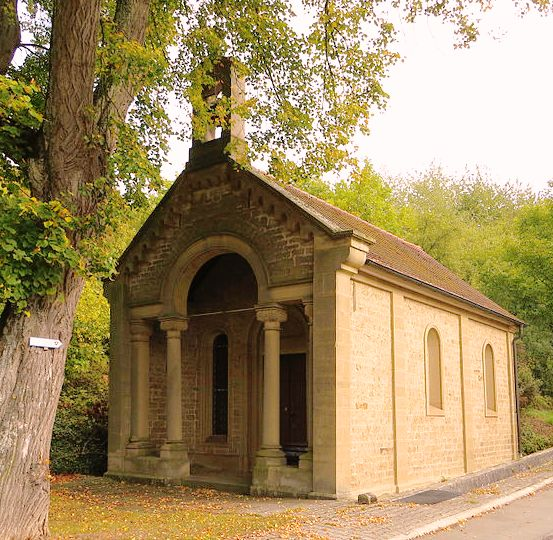
Die Marienkapelle

Die Marienkapelle in Rohrbach am Gießhübel, einem Stadtteil von Eppingen im Landkreis Heilbronn im nördlichen Baden-Württemberg, ist eine katholische Kapelle aus dem 19. Jahrhundert.

## Geschichte
Die Marienkapelle wurde von der katholischen Gemeinde ab September 1859 unter Pfarrer Franz Wilhelm Baden errichtet, nachdem zuvor bereits umfangreiche Renovierungen an Pfarrhaus und Kirche des Ortes stattgefunden hatten. Der Rohbau war zum Jahresende 1859 errichtet. Das Gebäude erhielt auch einen Turm und eine kleine Glocke. 1860 erwarb man in Karlsdorf einen gebrauchten Altar, der in Külsheim bei den Gebrüdern Seitz restauriert wurde. Die Einweihung der Kapelle erfolgte am 16. Juni 1861, die erste Messe dort wurde am 29. Oktober 1861 gelesen. Die Kapelle wurde 1904 von dem Maler Hoch aus Dilsberg neu gestrichen.
Die außerhalb des Ortes gelegene Kapelle verleitete immer wieder Kinder zu Unfug mit der Glocke, so dass um 1928 der Feldschütze auch zum Schutz der Kapelle bestellt wurde, was von Pfarrer Johann Albin Müller (1880–1939) im Gemeindeblatt Pfarrglöckchen wie folgt bedichtet wurde:
Es läutet so helle dort in der Kapelle!

Da plötzlich zur Stelle mit Windesschnelle

erscheint der Schütz so rasch wie der Blitz,

erfasst sie am Kragen und tat sie verschlagen,

vergerbet die Felle dort bei der Kapelle!

Sie spüren es wohl auf dem Kamisol!
Die Kapelle wurde bis 1977 unter Mithilfe der Bevölkerung renoviert.